# John Eager Howard
John Eager Howard (ur. 4 czerwca 1752, zm. 12 października 1827) – amerykański żołnierz i polityk z Maryland. Nazwa hrabstwa Howard w Maryland pochodzi od jego nazwiska.

## Życiorys
John Eager Howard urodził się 4 czerwca 1752 roku na prywatnej posiadłości w pobliżu Baltimore. W latach szkolnych pobierał edukację od prywatnych nauczycieli.
Jako żołnierz walczył w wojnie o niepodległość Stanów Zjednoczonych, początkowo w stopniu kapitana, a zakończył ją w randze pułkownika. Jako członek Armii Kontynentalnej brał udział między innymi w bitwach pod White Plains oraz o Monmouth. Za odwagę, którą wykazał się w 1781 roku podczas bitwy pod Cowpens został uhonorowany przez Kongres Stanów Zjednoczonych medalem.
Po wojnie John Eager Howard rozpoczął karierę polityczną. W 1788 roku był delegatem stanu Maryland do Kongresu Kontynentalnego. W latach 1788–1791 piastował stanowisko gubernatora stanu Maryland. W 1796 roku został wybrany do Senatu Stanów Zjednoczonych, gdzie zasiadał do 1803 roku, a podczas 6. kadencji Kongresu Stanów Zjednoczonych pełnił funkcję przewodniczącego pro tempore.
Później odmówił przyjęcia pozycji sekretarza wojny Stanów Zjednoczonych zaoferowanej mu przez prezydenta George’a Washingtona, a w wyborach prezydenckich w 1816 roku nieskutecznie ubiegał się o fotel wiceprezydenta Stanów Zjednoczonych.
Zmarł 12 października 1827 roku. Pochowany jest na cmentarzu w Baltimore.
Dwóch synów Johna Eagera Howarda również zostało znanymi politykami. George Howard został podobnie jak jego ojciec gubernatorem stanu Maryland. Drugi syn, Benjamin Chew Howard, przez cztery kadencje reprezentował Maryland w Izbie Reprezentantów Stanów Zjednoczonych.